# Cole Hawkins
Cole East Hawkins (Manhattan, 4 oktober 1991) is een Amerikaans acteur die in vele televisieshows en films heeft gespeeld. Meestal zijn dit kleine rollen.

## Biografie
Waarschijnlijk is hij het bekendst door zijn rol in School of Rock als Leonard, de beveiligingsmedewerker van de band. Daarnaast heeft hij kleine rollen gehad in films als Changing Lanes, Big Daddy, Meet the Parents, Music of the Heart, Kate & Leopold, Pootie Tang, en The Naked Brothers Band: The Movie. Daarnaast was hij te zien in series als Law & Order en Third Watch.